# Ленъуей (окръг, Мичиган)
Окръг Ленъуей (на английски: Lenawee County) е окръг в щата Мичиган, Съединени американски щати. Площта му е 1971 km², а населението - 98 890 души (2000). Административен център е град Ейдриън.